# Tecnam
 (septembre 2018).
Créée en 1948, la société Costruzioni Aeronautiche Tecnam est un constructeur aéronautique italien dont le siège est situé près de Naples.
Cette société est à la fois sous-traitante pour d'autres constructeurs et produit également une gamme d'avions légers.
Le modèle Tecnam courant en production est un avion biplace en aluminium de construction monocoque équipé d'un moteur Rotax 912S de 100 ch. Plusieurs modèles sont fabriqués, soit à aile haute, soit à train rentrant et disposent de certification soit en ultra-léger (EASA VLA en Europe et LSA aux États-Unis) soit en aviation générale.
Tecnam produit également un bimoteur léger de quatre places, le Tecnam P2006T, dont le premier vol remonte à 2007. Il dispose de deux moteurs de Rotax 912S de 100 ch, hélices à pas variable et train rentrant. En 2009, une centaine de commandes avait été enregistrées.
En 2010, l'appel d'offres de la société de transport aérien Cape Air pour le remplacement de sa flotte de Cessna 402 a motivé l'étude d'un bimoteur de gamme supérieure pour 10 passagers : le P2012 Traveller équipé de deux moteurs à pistons Lycoming TEO 540-1A1 de 350 ch et dont la maquette a été présentée en avril 2011. La première livraison est annoncée pour 2013.

## Avions
- Tecnam P92 (en)
- Tecnam P96 (en) Golf
- Tecnam P2002 Sierra
- Tecnam P2004 (en) Bravo
- Tecnam P2006T (Bimoteur léger)
- Tecnam P2008 (en)
- Tecnam P2010

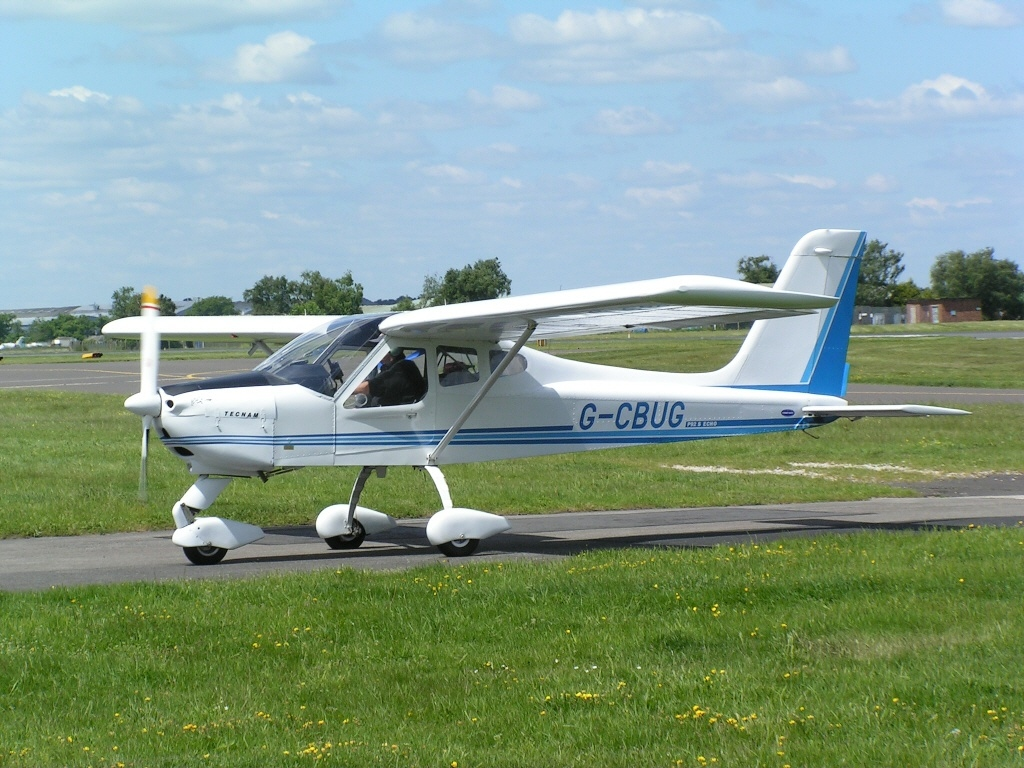
Tecnam P92 Echo

- Tecnam P2012 Traveller (Bimoteur 10 passagers)
- Tecnam Astore (en)
- Tecnam P-Mentor

## Galerie

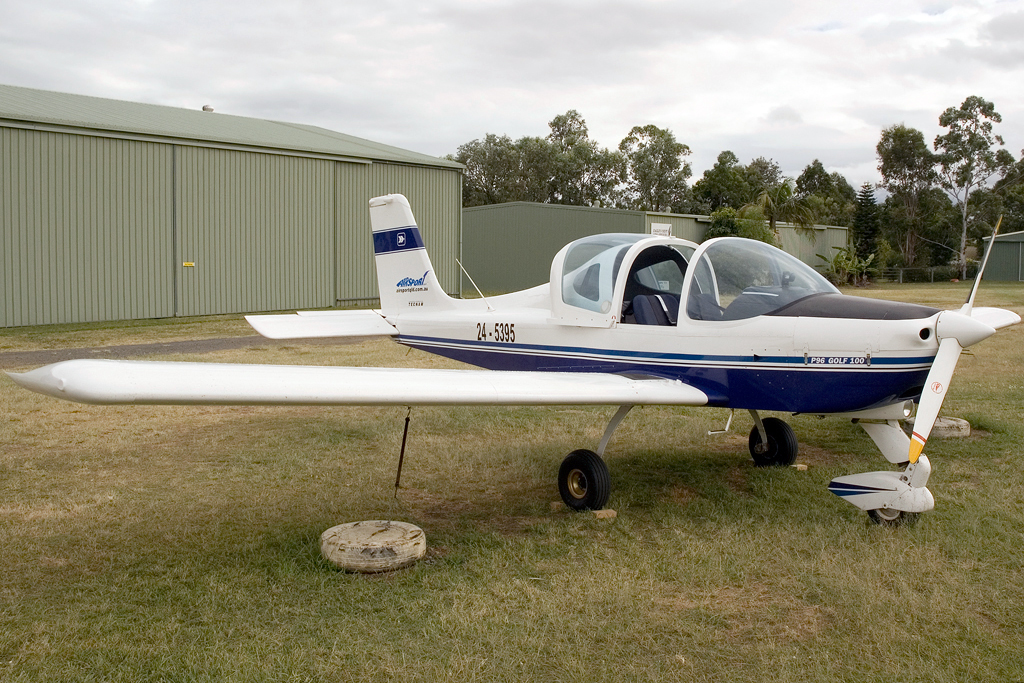
Tecnam P96 Golf
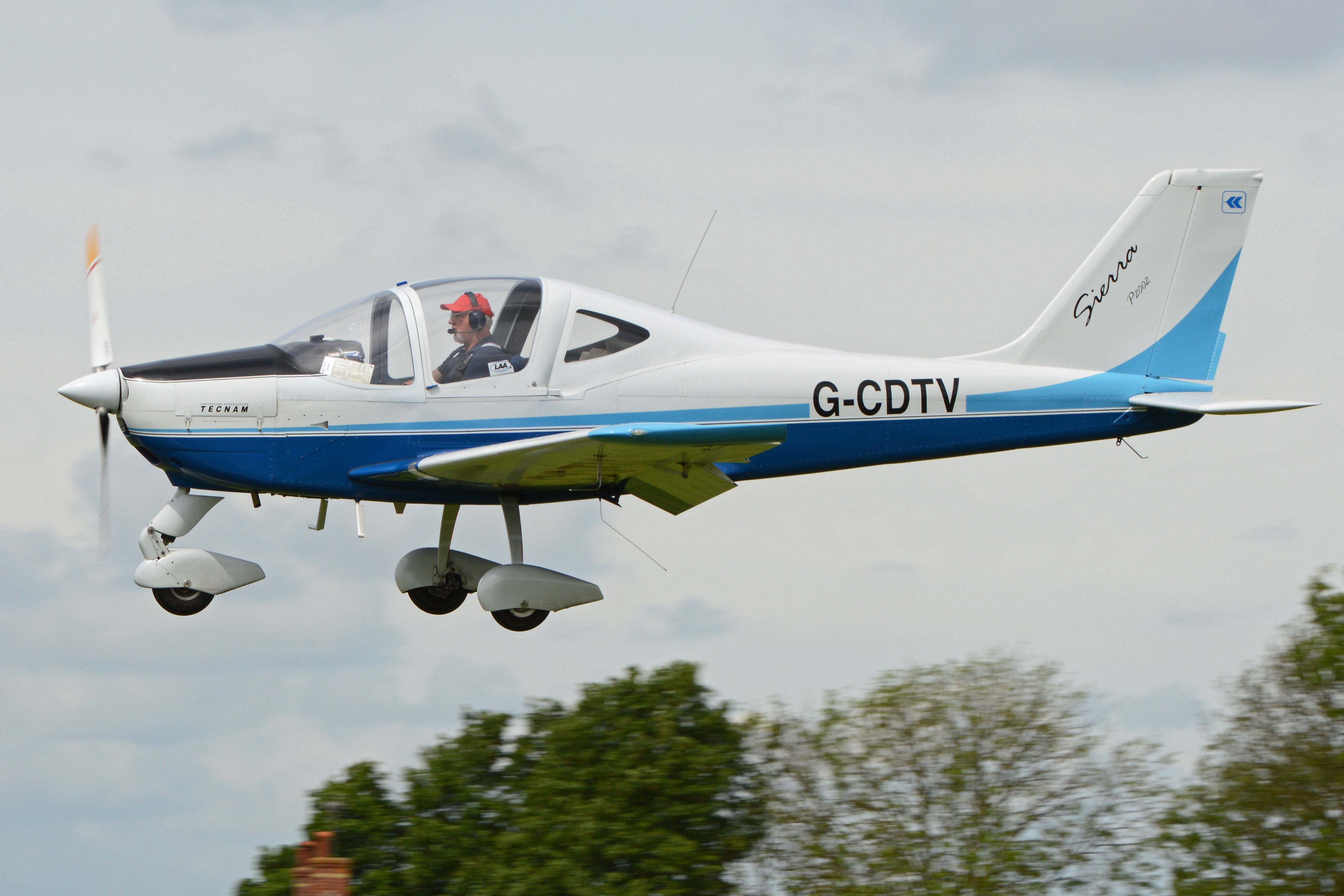
Tecnam P2002 Sierra
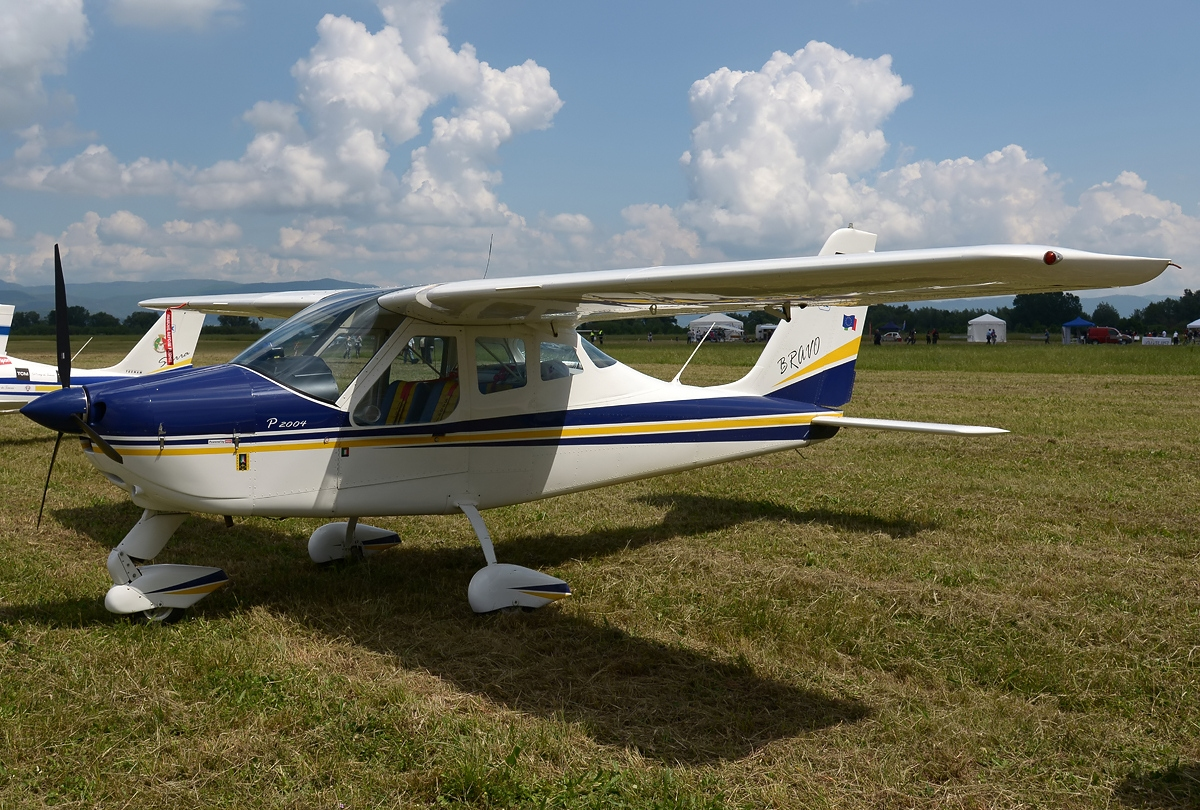
Tecnam P2004 Bravo
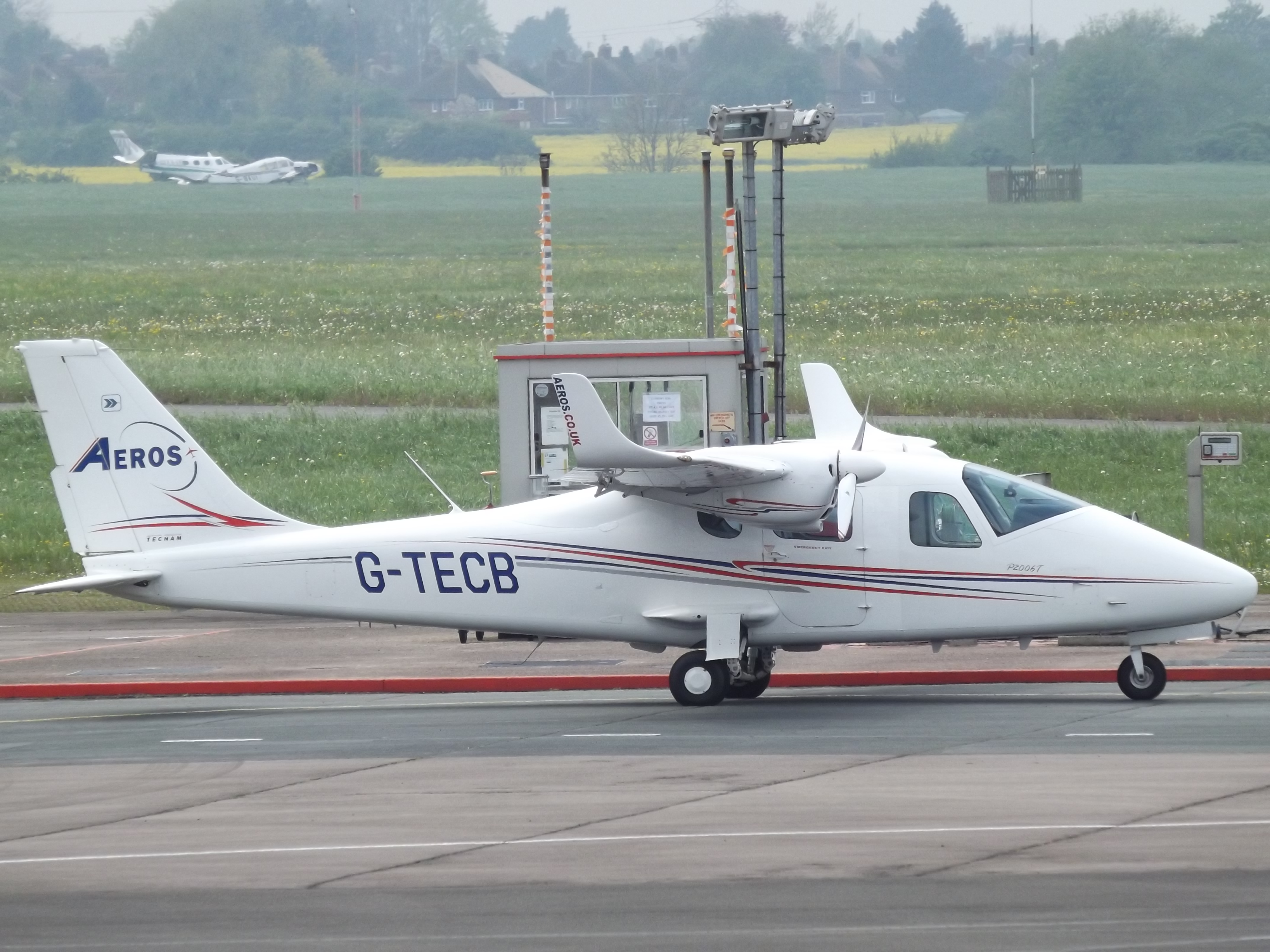
Tecnam P2006T
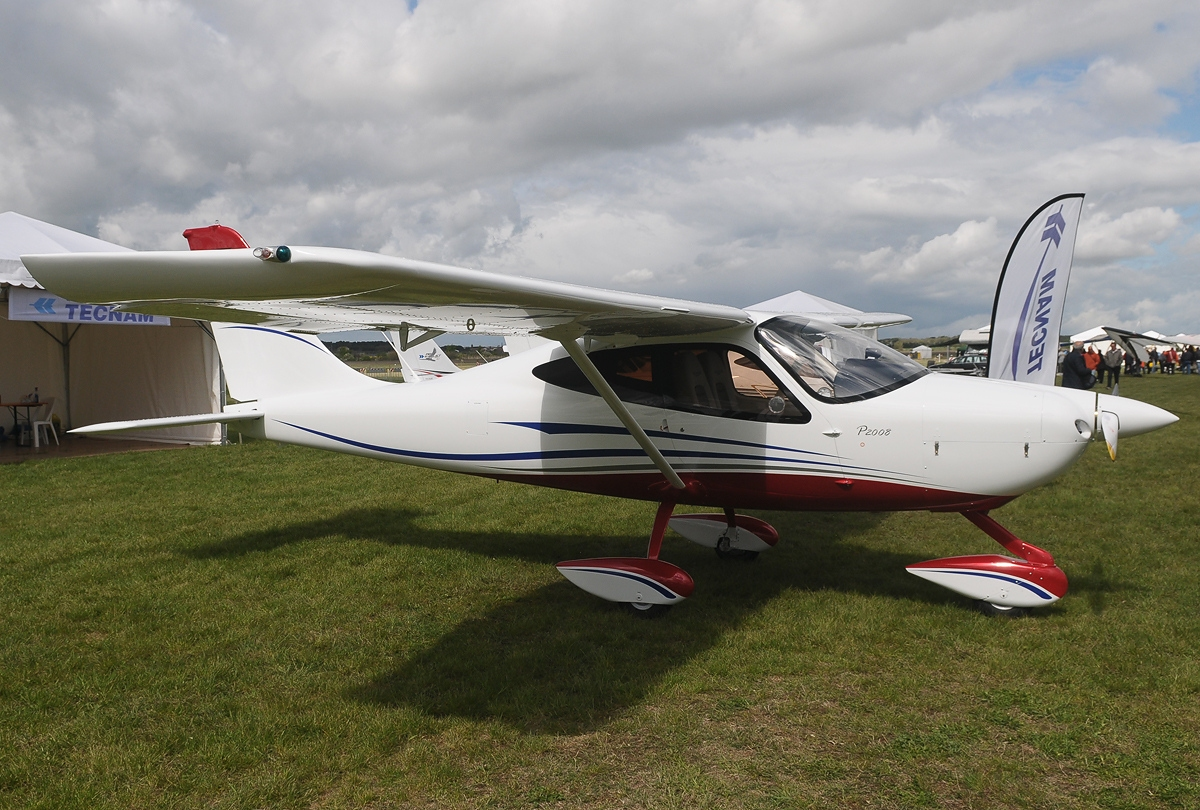
Tecnam P2008
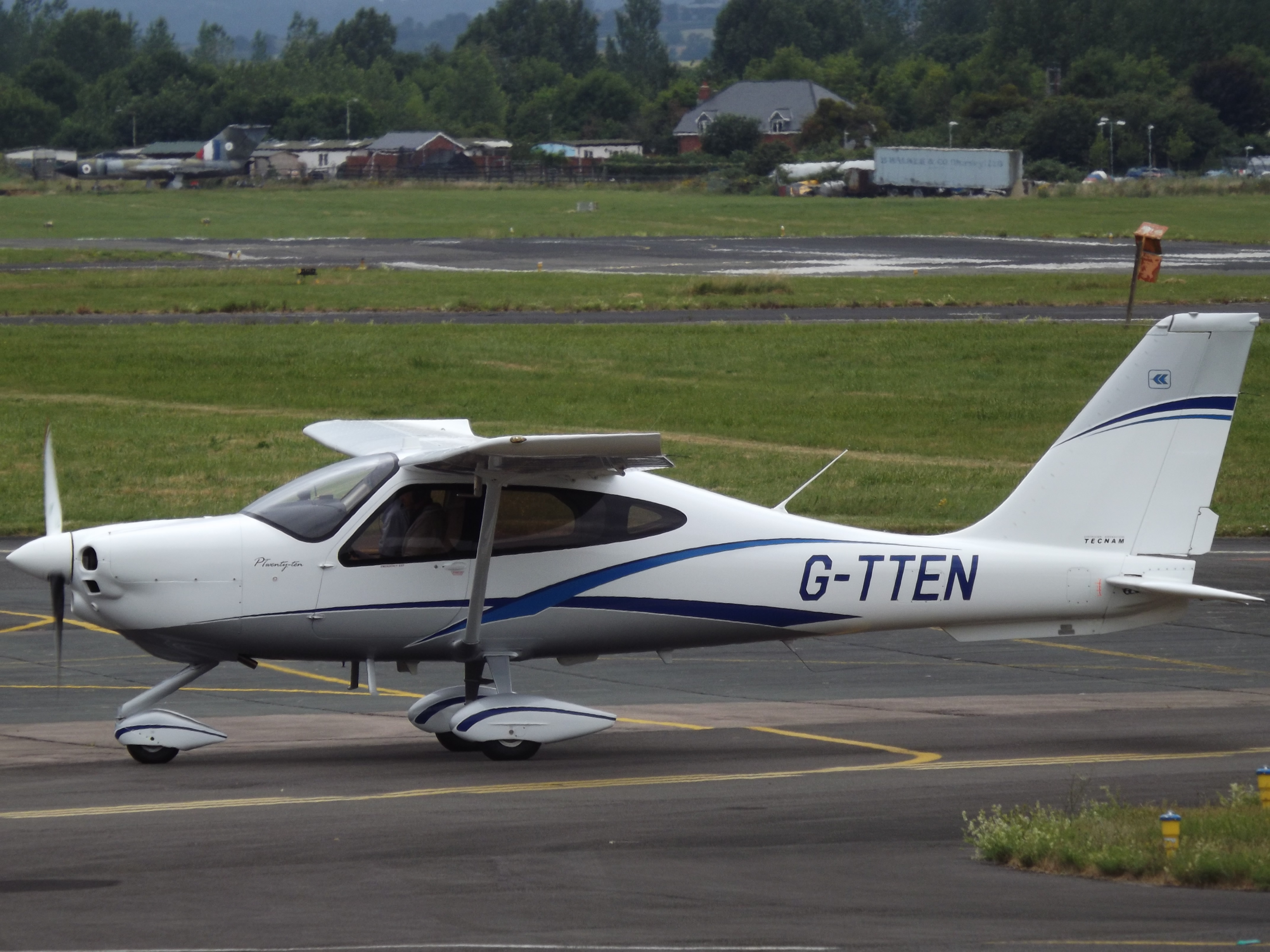
Tecnam P2010
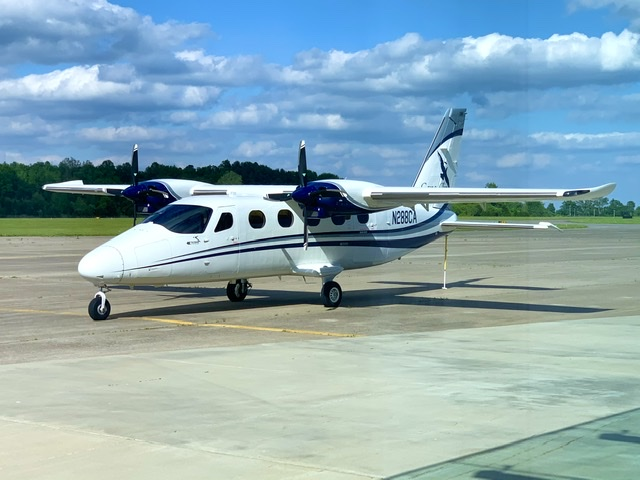
Tecnam P2012 Traveller